# ميشيل كابلان
ميشيل كابلان (بالفرنسية: Michel Kaplan)‏ هو مختص في الدراسات القروسطية ‏ ومؤرخ فرنسي، ولد في 15 أبريل 1946 في نويي-سور-سين في فرنسا.